# Penelope Antena
Penelope Antena, née à Bruxelles le 2 septembre 1987, est une chanteuse, autrice-compositrice-productrice franco-belge.

## Biographie
Née à Bruxelles, fille d'une chanteuse et d'un ingénieur du son, elle suit à 11 ans ses parents qui montent un studio d'enregistrement, le Cedars Studio, dans les Cévennes, et apprend en autodidacte à jouer de la guitare, du piano et de la basse.
Elle adopte le nom de scène « Penelope Antena », en référence à celui choisi par sa mère, Isabelle Antena, pour sortir en 2017 un premier EP, Down The Rabbit Hole,, puis en 2019 un premier album, Antelope, chez Kowtow Records. Ce premier album entre folk et électronique est enregistré dans sa résidence familiale du sud de la France, Cedars Studio. Sur le premier morceau, elle y chante sur un morceau composé par Wurlitzer et joué par son grand-père. Bilingue, elle écrit ses textes en anglais, et compose ses musiques, influencée par le travail de Robert Wyatt, Thom Yorke, Tom Waits et Kate Bush.
En 2021, elle sort chez Inner Ocean Records un EP intitulé Honey Drips, en duo avec le beatmaker Deheb, et chante sur le single On Point du quatuor de beatmakers La Fine Équipe. La même année, elle sort aussi un album, Beamorose, sur le label américain Youngbloods, mais la pandémie de Covid-19 l'empêche d'en assurer pleinement la promotion.
Après avoir vécu à Bruxelles, puis seule dans la maison de ses parents dans les Cévennes en 2017, elle s'installe à Brest en 2022,. Elle y compose un album au piano, accompagné d'effets, indiquant ne pas imaginer un album entièrement acoustique et dépourvu de ces effets. Celui-ci sort en 2023, sous le nom James & June, chez Parapente Records, qui s'éloigne des sonorités lo-fi de ses précédentes créations,. 

## Famille
Penelope Antena appartient à une fratrie de quatre enfants ; elle est la fille de la chanteuse Isabelle Antena et du producteur Denis Moulin, fils du musicien Marc Moulin, lui-même fils de l'écrivaine Jeanine Moulin et du sociologue Léo Moulin.

## Discographie
- EP Down the Habit Hole, 2017
- Antelope, Kowtow Records, 2019[1]
- avec Deheb : Honey Drips, Inner Ocean Records, 2021
- Beamorose, Youngbloods, 2021
- James & June, Parapente Records, 2023[9],[10]